# Pangasius polyuranodon
Pangasius polyuranodon is een straalvinnige vissensoort uit de familie van reuzenmeervallen (Pangasiidae). De wetenschappelijke naam van de soort is voor het eerst geldig gepubliceerd in 1852 door Bleeker.